# Claudio Buziol

Claudio Buziol, Fondatore di Fashion Box S.p,a,

Claudio Buziol (Crocetta del Montello, 12 maggio 1957 – Asolo, 31 gennaio 2005) è stato un imprenditore italiano che è diventato noto nel mondo dell'abbigliamento casual per il particolare processo di invecchiamento del jeans da lui inventato.

## Biografia
Claudio Buziol nasce nel 1957 a Crocetta del Montello, in provincia di Treviso.
I suoi genitori sono negozianti d'abbigliamento e il padre è anche sarto. Da giovane crea camicie per il negozio di famiglia.
Nel 1978, a soli 21 anni, decide di registrare il marchio Replay che considera adatto a trasmettere la sua voglia di "produrre dei capi casual che reinterpretino lo stile americano degli anni Cinquanta".
Dopo un'esperienza lavorativa come stilista presso la vicina ditta Pedrini, nel 1981 nasce ad Asolo, Fashion Box S.p.A., azienda specializzata in camiceria casual che arriva nel giro di cinque anni a fatturare 4 milioni di euro, con il 70% di esportazione. Socio di Claudio Buziol è Adriano Goldsmith, titolare del marchio Goldie.
Nel 1986 Buziol rileva la società, diventandone presidente.
Nel 2005 Claudio Buziol muore all'età di 47 anni lasciando un gruppo industriale che raccoglie i marchi Replay, Replay&Sons e WeAreReplay presente in Europa, Medio oriente, Asia, America e Africa, coprendo oltre 50 paesi.
Il 12 maggio 2006, in sua memoria, è stata creata la Fondazione Claudio Buziol destinata ai giovani che si affacciano al mondo della creatività e dell'arte.